# Leptopelis natalensis
Leptopelis natalensis (tên tiếng Anh: Natal Forest Treefrog) là một loài ếch thuộc họ Hyperoliidae.
Đây là loài đặc hữu của Nam Phi.

## Môi trường sống
Môi trường sống tự nhiên của chúng là rừng ôn đới, vùng cây bụi ôn đới, rừng cận nhiệt đới, đầm nước, đầm nước ngọt có nước theo mùa, và vườn nông thôn.
Chúng hiện đang bị đe dọa vì mất môi trường sống.

## Hình ảnh

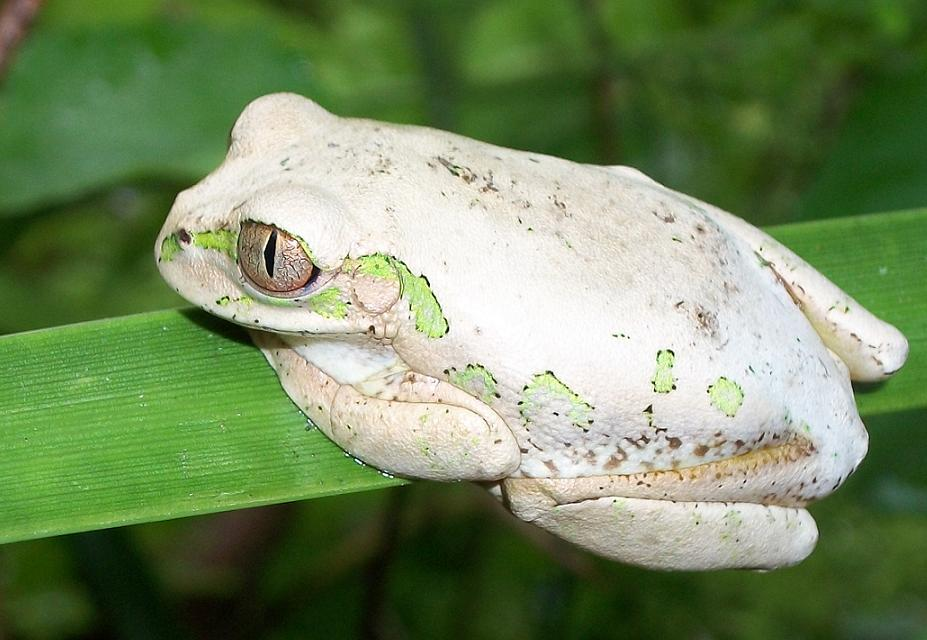